# Raphael (cantante)
Miguel Rafael Martos Sánchez (Linares, Jaén, 5 de mayo de 1943), más conocido como Raphael, es un cantante y actor español. Popular a nivel mundial por su amplio rango vocal y su presencia escénica, ha vendido más de 70 millones de álbumes en hasta 7 idiomas. Su carrera se expande por más de 60 años, con una gran influencia en el mercado hispanohablante desde principios de la década de 1960 hasta la actualidad.
Su despegue como estrella musical se produjo a principios de la década de 1960, ganando el Festival de Benidorm y representando a España en el Festival de Eurovisión en 1966 y 1967 con las canciones «Yo soy aquel» y «Hablemos del amor», ocupando las posiciones 7.ª y 6.ª, respectivamente. En 1967, actuó en la sala grande del Madison Square Garden, en Nueva York, donde cantó ante 48.000 personas. En 1982 recibió un disco de uranio por las ventas de más de 50 millones de discos durante su carrera musical.
Actualmente, es considerado uno de los cantantes más activos de los llamados «divos de la balada romántica», realizando giras por toda América y Europa, transmitiendo desde hace 60 años de carrera artística, un repertorio pletórico de novedad, por lo cual sus canciones más antiguas se están grabando de nuevo, remasterizándose así con sonidos modernos más allegados a la juventud actual.
En una entrevista realizada por la Corporación de Radio y Televisión Española RTVE comentó que los artistas que influyeron directamente en su estilo fueron Pedro Infante, Elvis Presley, Carlos Gardel, Manolo Caracol, Luisa Ortega, Fosforito y Adriano Celentano, a los cuales solía escuchar con frecuencia durante su niñez y adolescencia. También manifestó que igualmente solía escuchar a Édith Piaf y a Juanita Reina.

## Primeros años
Miguel Rafael Martos Sánchez nació el 5 de mayo de 1943 en Linares, Jaén, hijo de Francisco Martos Bustos y Rafaela Sánchez Martínez. Con su familia, se mudó a Madrid con nueve meses de edad y empezó su carrera como cantante a los tres años, recibiendo el sobrenombre del "Ruiseñor de Linares", "El Niño de Linares" y  "El Divo de Linares". Un año después se unió a un coro infantil y a los nueve años fue reconocido como la mejor voz infantil de Europa en el Festival de Salzburgo, en Austria.

## Trayectoria artística

### 1959-1966: Primeros éxitos y Festivales de Eurovisión
A los 16 años, empezó su carrera profesional como cantante con el sello Philips Records. Para distinguirse a sí mismo adoptó la grafía «PH» del nombre de la compañía; de ahí emergería con el nombre de «Raphael».y se queda con nombre artístico, Sus primeros sencillos fueron «Te voy a contar mi vida» y «A pesar de todo», entre otros.
En 1962 ganó tres primeros premios del Festival Internacional de la Canción de Benidorm con las canciones «Llevan», «Inmensidad» y «Tu conciencia». Después de estar ligado de manera breve con Barclay Record Label, firmó un contrato con la discográfica Hispavox, donde empezó una larga relación artística con el director del sello y más tarde orquestador Waldo de los Ríos y con el cantautor español Manuel Alejandro. Con 22 años ofreció un concierto individual en el Teatro de la Zarzuela de Madrid, caso raro en una época en que los espectáculos de música pop o ligera eran colectivos, al reunir a varios solistas y grupos.
En 1966 y 1967 representó a España en los XI y XII Festivales de Eurovisión con las canciones «Yo soy aquél» (en Luxemburgo) y «Hablemos del amor» (en Viena, Austria) respectivamente en donde ocupó la séptima y sexta plaza. A pesar de no ganar, fue el mejor puesto alcanzado por España en aquellos tiempos. Tal éxito permitió que su carrera no quedara estancada y que ganara fama internacional. Sus giras mundiales incluían Europa, América Latina, los Estados Unidos, la Unión Soviética y Japón. Entre sus canciones de esos tiempos se destacan «Cuando tú no estás», «Mi gran noche», «Digan lo que digan», «Tema de amor», «Cierro mis ojos», «Balada de la trompeta» (cuyo primer verso daría título a una película de Álex de la Iglesia) y «Desde aquel día». El 3 de octubre de 1967 actuó en el teatro Olympia de París, con 35 canciones en casi tres horas de recital.

### 1967-1999: Popularidad internacional
Realizó varias versiones de canciones folclóricas de la región entre las que se incluían «Huapango torero», «Sandunga» y «Llorona»; temas que fueron un éxito en México. El 25 de octubre de 1970 se presentó en The Ed Sullivan Show, emitido desde Nueva York, cantando en vivo en francés, inglés e italiano, «Hallelujah» y «Hava Nagila». Dos meses después volvería a aparecer con las canciones «Maybe», «When My Love is Around» y «The Sound of the Trumpet» (adaptación al inglés de «Balada de la trompeta»).
En los años 80 reaparecería con sencillos como «Qué sabe nadie», «¿Qué tal te va sin mí?», «Como yo te amo», «En carne viva» y «Estar enamorado». En 1981 fue galardonado con un disco de uranio por sobrepasar los 50 millones de álbumes vendidos a escala mundial por la discográfica Hispavox. Entre 1984 y 1985 grabó dos álbumes con canciones compuestas por José Luis Perales como «Ámame», «Yo sigo siendo aquel», «Dile que vuelva», «Y ¿cómo es él?» y «Estoy llorando hoy por ti». En 1987 dejó Hispavox y firmó un contrato con Columbia Records, donde se volvieron a grabar canciones escritas por Roberto Livi como «Toco madera» o «Maravilloso corazón».
En 1992 obtuvo resonante éxito con dos canciones de ritmo latino compuestas por Willy Chirino: «Tarántula» y «Escándalo», la cual sonó en España, América Latina y Japón, donde alcanzó el número uno. Este tema se convirtió en un clásico instantáneo dentro de su repertorio desde entonces.[cita requerida] A finales de los años 90, después de terminar un contrato con Polygram, Raphael volvió a la compañía EMI. En 1998 el artista publicó la primera parte de sus memorias: ¿Y mañana qué? (Editorial Plaza & Janés)

### 2000-2012: Nuevos trabajos e incursión a nuevos géneros

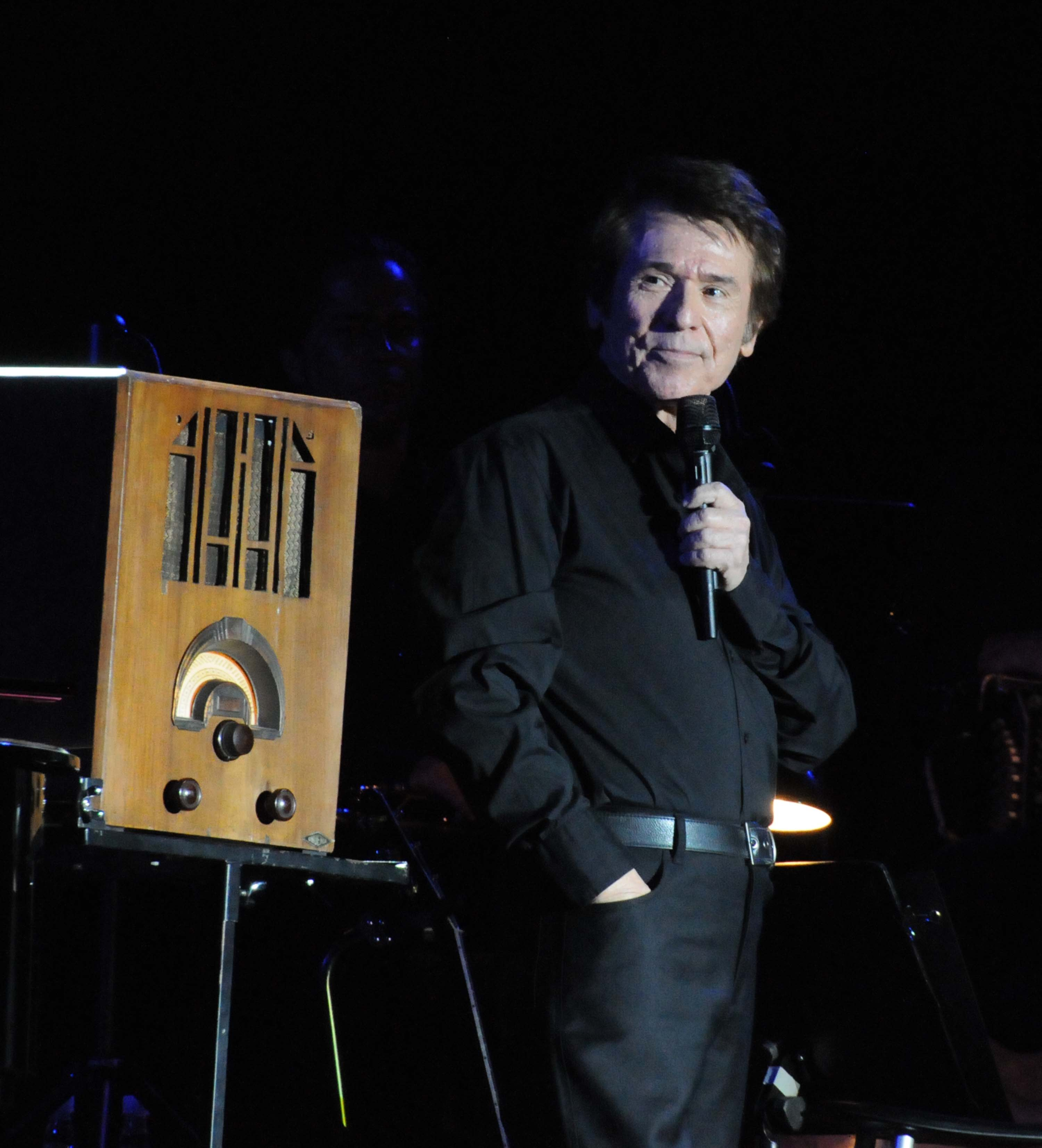
Raphael en Iquique 2011

En el año 2000, protagonizó la versión en español del musical Jekyll & Hyde durante siete meses. Entre 2003 y 2004 realiza la gira De vuelta Tour en la que vuelve a los escenarios, luego de su trasplante de hígado y problemas de salud.
En 2008 finaliza la gira Cerca de ti y presenta en diciembre un disco especial conmemorando el que será su 50 Aniversario: Raphael: 50 años después, álbum por el que recibió en España un Disco de Platino por las ventas y que estuvo como número uno en las listas durante cinco semanas consecutivas. El 29 de junio de 2009, festejó sus 50 años de profesión con un concierto en la Plaza de toros de Las Ventas: participaron varios artistas de la música hispana, como Miguel Bosé, Ana Belén y Víctor Manuel, Alaska, David Bisbal.
Grabó un álbum en el 2011 en donde recoge rancheras, tangos y boleros: Te llevo en el corazón. El trabajo incluye canciones como tangos, boleros y rancheras como tributo al continente americano. Entre 2010 y 2011 realizó Te llevo en el corazón Tour para presentar su trabajo discográfico. Posteriormente realizó El reencuentro Tour en 2012, gira de promoción de su disco El reencuentro, cuyas canciones nuevas han sido compuestas por el español Manuel Alejandro, quien ha sido interpretado durante más de 50 años por Raphael, y ha grabado varias de sus canciones en varios álbumes.

### 2013-2017:De amor & desamory RaphaelSinphónico

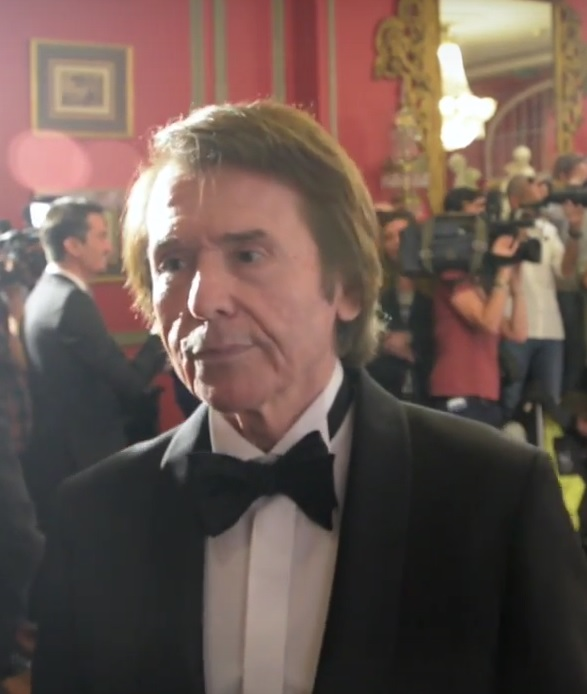
Raphael en 2016

Realizó su gira internacional Mi Gran Noche Tour entre 2013-2014. El título del tour es una derivación de la canción «mi gran noche», que publicó en 1967. Posteriormente formó Amor & Desamor Tour en 2014 y 2015, para promocionar su material discográfico que lleva el mismo nombre de la gira. En 2014 actuó en el festival de música indie de Aranda de Duero, Sonorama junto a grupos como Niños Mutantes, Los Planetas, El hombre gancho, Elefantes, entre otros. Esta presentación hizo parte de la gira: Amor & Desamor Tour, en la que promocionó un disco lanzado en el 2014 con canciones regrabadas.
A mediados de 2015 el cantante comenzó su gira mundial de Raphael Sinphonico World Tour que duró hasta el año 2017. Su gira, pasó por España, en ella participaron varias figuras de la musical mundial, tales como Elton John, Juanes y El Barrio y contó con orquestas sinfónicas y filarmónicas, además del director, músico y pianista Rubén Díez. Fue invitado al primer festival de Universal Music.
En el año 2016, viajó al Festival de Villa María y a Colombia para presentar su álbum Sinphónico, en cuatro ciudades: Manizales, Medellín, Bogotá y Cali, acompañado por la Orquesta Sinfónica Nacional de Colombia. Así mismo, luego del suceso en ese país, regresó a México comenzando una mini-gira de 17 conciertos en México y 6 en Estados Unidos, pero esta vez en plan no sinfónico, iniciando en Cancún y yendo luego a Miami y Puerto Rico. Luego de esta gira por América, regresó a España, retomando el formato sinfónico.  En los primeros meses del 2017, volvió a América para dar clausura a su gira más larga, Sinphónico, visitando Argentina y Chile.
Su lanzamiento del álbum Infinitos Bailes, ocupó los primeros lugares de venta en España. Dio a comenzar a mediados de 2017 Loco por Cantar World Tour en España, y continuó en 2018 en América Latina y Estados Unidos.

### 2018-presente:RESinphónico y60 años de carrera artística

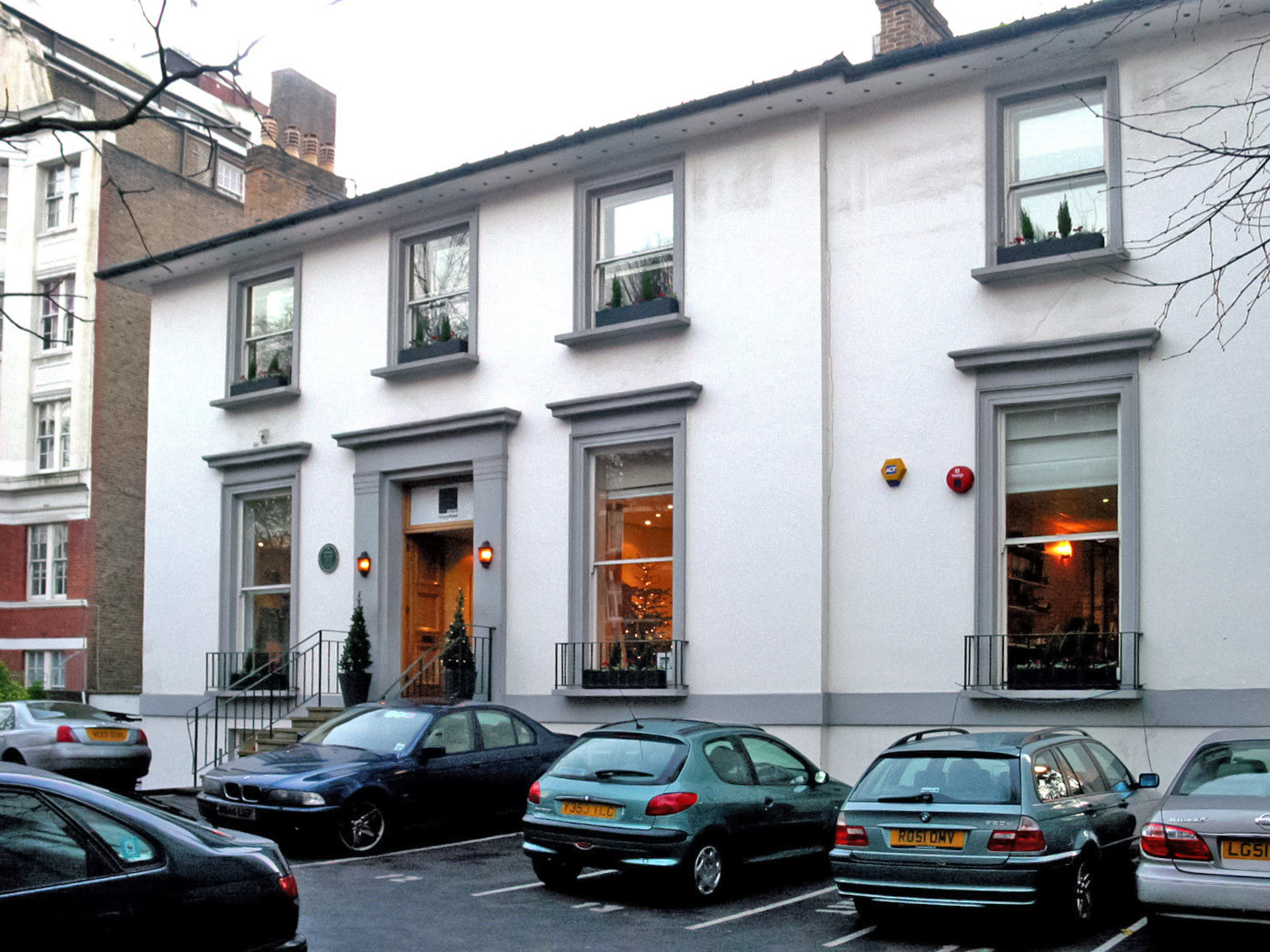
Abbey Road Studios, donde grabó RESinphónico.

En 2018, lanzó RESinphónico, que incluye una selección de las ‘Joyas de la Corona’ de su repertorio. Por primera vez, son grabadas con orquesta sinfónica, con aires de banda sonora y con la música electrónica.  El disco fue grabado entre Abbey Road (Londres) y MG Studios (Madrid), y contó con la participación del compositor Lucas Vidal.
En 2019 comienza la gira Raphael resinphónico World Tour donde regresa a ciudades europeas como París, Londres, San Petersburgo y Moscú. El 5 de julio de 2019, Raphael actúa por primera vez en el Royal Albert Hall de Londres y ofrece un concierto de 'escándalo'.
En 2020, renueva contrato con la discográfica Universal Music. Tras el acuerdo, anunció que está trabajando en un gran proyecto que verá la luz en 2021 y estará relacionado con su sexagésimo aniversario. El presidente de Universal Music España y Portugal, Narcís Rebollo, ha anticipado que además de discos de estudio se grabarán grandes directos.
Durante la Navidad de 2020 Raphael publicó la canción «¡Contigo siempre es Navidad!», la cual contó con la presencia de diferentes cantantes del panorama musical español tales como Bely Basarte, María Parrado, Ana Guerra, Luis Cepeda, Antonio José y Miriam Rodríguez, entre otros.
El 8 de enero de 2022, Raphael fue uno de los cantantes participantes en el concierto solidario Más fuertes que el volcán, el cual fue organizado por Radio Televisión Española con el fin de recaudar fondos para los damnificados por la erupción volcánica de La Palma de 2021.
El 19 de junio de 2023, Raphael relanzó su canción "Digan lo que digan" junto con el artista Leo Rizzi en una campaña de publicidad para la marca de kombuchas Flax & Kale. El 18 de noviembre lanza su álbum Victoria, disco escrito y producido por Pablo López.
El 2 de diciembre de 2024, fue investido doctor honoris causa por la Universidad de Jaén. 
El 18 de noviembre de 2024 publicó su disco Ayer....aún que rinde homenaje a canciones francesas como padam padam o el mar. Declaró en una entrevista que en principio iba a ser un homenaje a Edith Piaf pero al final incluyó a otros cantantes.
El 20 de abril de 2025 anunció su vuelta a los escenarios tras sufrir un linfoma cerebral.

## Otros trabajos

### En el cine
En 1966 filmó su primera película como protagonista: Cuando tú no estás, a la que siguieron en años sucesivos siete películas más. En 2007, prestó junto a su mujer, su voz en el doblaje de la versión en castellano a la película de Disney Descubriendo a los Robinsons.
Después de más de 40 años, vuelve al cine con la película Mi gran noche, dirigida por Álex de la Iglesia. Raphael fue galardonado como mejor actor por el Latin Beat Festival de Tokio. Era igual que en los años 60 –«los tiempos de Benito Perojo», dice el cantante–, cuando sellaba contratos de películas que no estaban ni escritas. Hasta que llegó Álex con Mi gran noche, comentó Raphael sobre su aceptación del papel.

### En televisión y radio
Realizó en 1974 una incursión en el mundo de la radio, con un programa de variedades titulado The Raphael Show. En 1975 protagonizó su propio programa en TVE titulado El mundo de Raphael en el que cantaba acompañado de artistas internacionales. También disponía de un programa radiofónico en el que junto a su mujer entrevistaba a personalidades.

### Película biográfica
En 2010 las productoras Antena 3 films y Bocaboca produjeron Raphael: una historia de superación personal, una miniserie de televisión de dos capítulos sobre la vida del cantante dirigida por Manuel Ríos San Martín. La historia se centra en los problemas de hígado que tuvo el cantante en el año 2002 que terminaron con un trasplante, entremezclado con momentos importantes de su vida, su niñez, sus primeros éxitos y su relación con Natalia Figueroa. 
Juan Ribó ha dado vida al cantante, mientras que Celia Castro ha interpretado a su esposa Natalia Figueroa. Félix Gómez y Diana Palazón interpretan los mismos personajes en la década de los 60. Abraham Mateo interpreta al cantante en su infancia. Daniel Muriel, Adrián Viador y Duna Santos interpretan a Jacobo, Manuel y Alejandra, los hijos mayores del matrimonio y también figura Miguel Rellán. La miniserie se emitió en Antena 3 en octubre de 2010 con buena audiencia, 3 puntos por encima de la media de la cadena.

## Imagen pública

### Museo Raphael en Linares

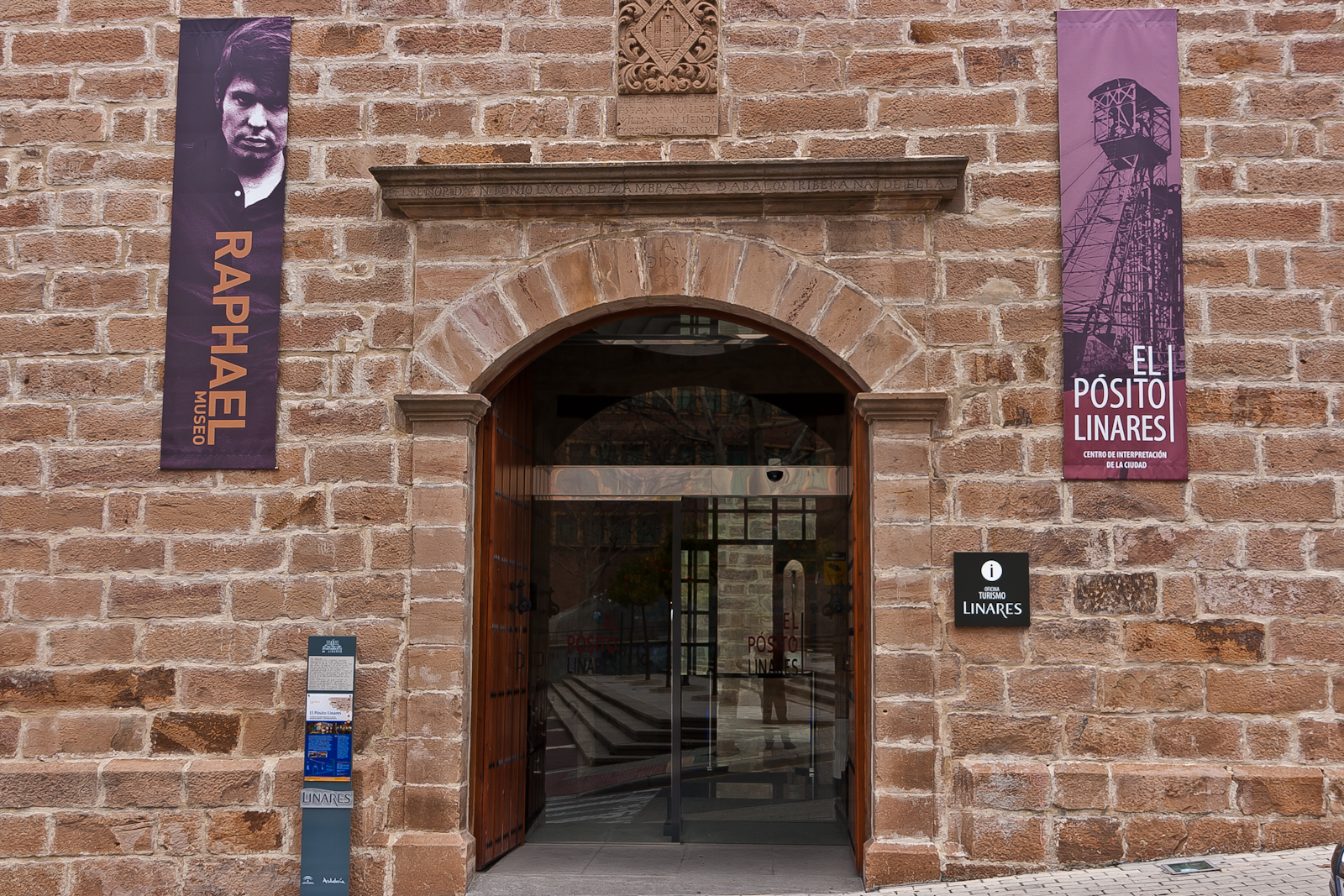
Entrada al Antiguo Pósito, Museo Raphael en Linares

En la localidad de Linares se inauguró, en marzo de 2011, un museo relacionado con la vida del cantante desde los años 1960 donde se puede encontrar información acerca de su discografía, premios, carteles y demás elementos. El museo dispone de un servicio que, conectado a un iPod, explica los detalles acerca de su persona, de gran utilidad para personas invidentes.
Este museo reconoce la trayectoria artística y profesional de Raphael, nacido en Linares. El cantante se implicó personalmente en la creación de este museo, al que ha cedido más de 400 piezas. Destaca, la sala de galardones y premios conseguidos por el artista, que recibió por parte de autoridades, seguidores, discográficas, entre otros. También, se encuentra su disco de uranio conseguido en 1980, por vender 50 millones de discos.

### Nombramiento de Hijo Adoptivo de la ciudad de Madrid

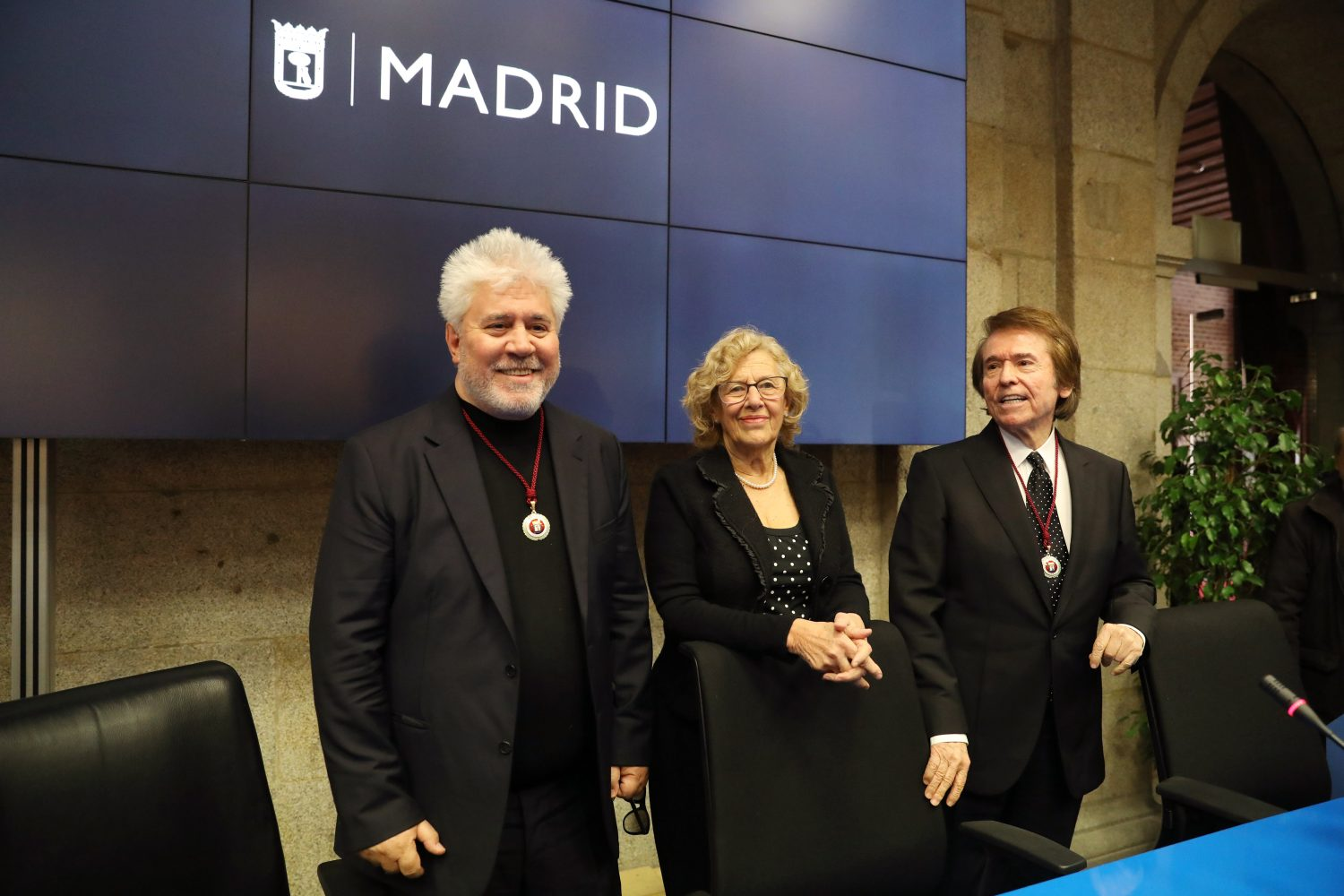
Raphael y Pedro Almodóvar —posando junto a Manuela Carmena— se convierten en nuevos hijos adoptivos de Madrid

El día 11 de abril de 2018, recibe de las manos de la alcaldesa de Madrid, Manuela Carmena, la condecoración y el nombramiento de Hijo Adoptivo de la ciudad de Madrid. Dicho nombramiento, a propuesta de la corporación y con el apoyo de misivas por parte de los ciudadanos, fue votado unánimemente por todos los grupos municipales con representación en el pleno de febrero de 2018. 
El nombramiento está basado, según el Ayuntamiento, en su extraordinaria trayectoria artística y en su vinculación con la ciudad de Madrid. Raphael ha agradecido la distinción del Ayuntamiento y ha manifestado su gran vinculación a la ciudad: «Yo debo mucho a Madrid, aquí ha sucedido todo lo importante de mi vida, desde mi llegada a los nueve meses de edad, mis primeros pasos como cantante, mi primer concierto, mi primer contrato discográfico, mi primera película, Natalia, mi mujer, y mis tres hijos, todos de Madrid. Soy un artista andaluz, de Linares, español, europeo, del mundo y, desde hoy, hijo adoptivo de Madrid».
Así pues Raphael, junto a Pedro Almodóvar, recibieron dicha distinción siendo ya 22 personalidades de diversas disciplinas que desde 1980 han recibido este nombramiento que concede el Ayuntamiento de Madrid para reconocer quienes, sin haber nacido en Madrid, han destacado por «sus beneficios a la ciudad» a través de su «prestigio y cualidades personales».

## Legado

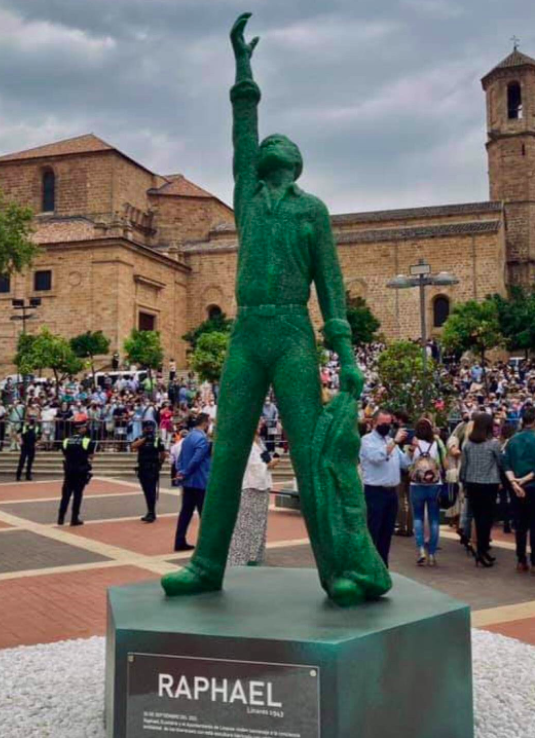

Raphael ha influenciado en multiplicidad de cantantes y compositores que él ha interpretado como: Enrique Bunbury, Funambulista, Abraham Mateo, Paty Cantú, Vanessa Martín, Gloria Trevi, Alaska, Manuel Martos, entre otros.
Sobre el legado que ha dejado Raphael en la música, el productor Paco Salazar, que produjo tres de sus discos (Amor y desamor, Ven a mi casa esta Navidad e Infinitos bailes), comentó: «Raphael es un paradigma. Es a España lo que Elvis a Estados Unidos; lo más parecido que tenemos aquí a lo que supuso el Rey del Rock. De una u otra forma, para todos los que nos dedicamos a la música, Raphael siempre aparece de alguna manera, como artista o como mito». Por otra parte, el músico Alejandro de Pinedo añadió que «Raphael es uno de los puntales más importantes de la música romántica latina. Es admirado por todos e imitado por muchos compañeros de profesión y su influencia llega hasta hoy con nuevas versiones de sus temas».
Hay canciones de Raphael que han sido reconocidas por la comunidad LGTB española, siendo Raphael uno de los iconos de clave homosexual, sobre todo con canciones tales como: «Tema de amor», «Hablemos del amor», «Digan lo que digan» o la ya mencionada «Qué sabe nadie».

### Disco de Uranio

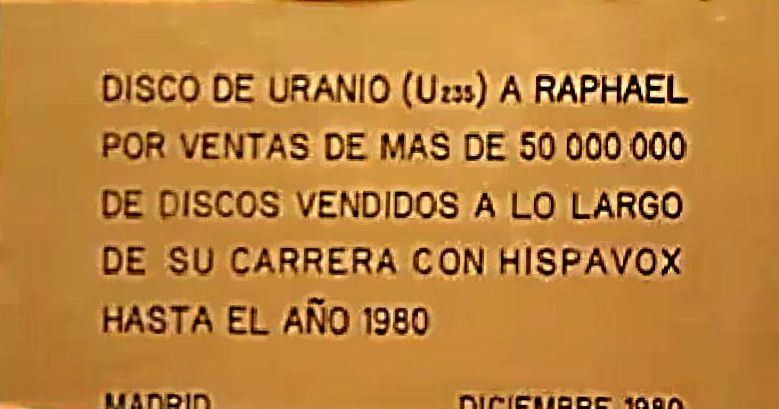

El disco de uranio fue instituido y presentado a Raphael por la discográfica Hispavox, que le tenía bajo contrato desde 1964, por sus ventas confirmadas a nivel mundial de 50 millones de discos hasta el año 1980. Quienes erróneamente sostenían la tesis de que el premio se había adjudicado exclusivamente por las ventas internacionales de su recopilatorio de 1982 Raphael: ayer, hoy y siempre seguramente confundieron la fecha de dicho otorgamiento con el relativamente contemporáneo lanzamiento al mercado de doble recopilatorio mencionado.Como Raphael ya tenía muchos discos de oro y platino, los ejecutivos de Hispavox crearon especialmente esta categoría para que en uno solo se vieran representadas las ventas de toda su carrera en el sello, entre 1964 y 1980.
Este premio se ha otorgado siempre con criterio general a artistas que superaron ventas mundiales estipuladas por sobre 50 millones de ejemplares. Se sostiene que existen solo cuatro Discos de Uranio en el mundo de la música, todos ellos sin certificación oficial que avale tal otorgamiento, de los cuales uno pertenece a Michael Jackson, uno a AC/DC, uno a Queen y el mencionado de Raphael.

## Vida privada
Desde 1985, su salud se vio afectada por hepatitis, aparentemente propiciada por un consumo elevado de alcohol, y a principios del 2000 comenzó a deteriorarse rápidamente, hasta que en abril de 2003 fue necesario un trasplante de hígado. Esto convirtió al cantante en un activo impulsor de la donación de órganos. Tras su recuperación, el artista anunció que empezaba «una segunda vida».
El 17 de diciembre de 2024 sufrió un accidente cerebrovascular mientras grababa un especial navideño para el programa "La Revuelta" en Madrid. Más de cinco unidades de emergencias sanitarias acudieron a asistirle. Si bien pudo caminar por su propio pie hasta las ambulancias, fue ingresado inmediatamente y su pronóstico fue marcado como "reservado".
Posteriormente, fue diagnosticado con un linfoma cerebral que le obligó a cancelar sus compromisos, incluyendo los conciertos que daría por América a principios de 2025
Está casado con la periodista y escritora Natalia Figueroa con quien tiene tres hijos: Jacobo, Alejandra y Manuel Martos.

## Filmografía
| Año  | Título                                                             | Personaje              |
| ---- | ------------------------------------------------------------------ | ---------------------- |
| 1963 | Las gemelas                                                        | Cantante               |
| 1966 | Cuando tú no estás                                                 | Raphael                |
| 1967 | Al ponerse el sol                                                  | David Alonso           |
| 1968 | Digan lo que digan                                                 | Rafael Gandía          |
| 1968 | El golfo                                                           | Pancho                 |
| 1969 | El ángel                                                           | El Ángel               |
| 1970 | Sin un adiós                                                       | Mario Leyva            |
| 1973 | Volveré a nacer                                                    | Álex                   |
| 1975 | Rafael en Raphael                                                  | Raphael                |
| 1978 | Donde termina el camino                                            | Manuel                 |
| 1981 | Ritmo, amor y primavera                                            | Raphael                |
| 2000 | Jekyll & Hyde                                                      | Jekyll y Hyde          |
| 2007 | Descubriendo a los Robinsons                                       | Señor Harrington (voz) |
| 2010 | Raphael: una historia de superación personal (Película biográfica) | --                     |
| 2015 | Mi gran noche                                                      | Alphonso               |

## Discografía
Álbumes de estudio
- 1965: Raphael'
- 1966: Canta...
- 1967: Al ponerse el sol
- 1967: Digan lo que digan
- 1968: El golfo'
- 1969: Raphael
- 1969: Aquí!
- 1970: Aleluya...
- 1970: Sin un adiós
- 1971: Algo más
- 1972: Volveré a nacer
- 1973: Le llaman Jesús
- 1973: From Here On...
- 1973: Raphael
- 1974: Qué dirán de mí...
- 1974: Amor mío
- 1975: Recital Hispanoamericano
- 1975: Con el sol de la mañana
- 1976: Raphael... Canta
- 1977: El cantor
- 1978: Una forma muy mía de amar
- 1980: Y... Sigo mi camino'
- 1981: En carne viva
- 1982: Ayer, hoy, siempre
- 1983: Enamorado de la vida
- 1983: El gavilán
- 1984: Eternamente tuyo
- 1985: Yo sigo siendo aquél'
- 1986: Toda una vida
- 1988: Las apariencias engañan
- 1989: Maravilloso corazón, maravilloso
- 1990: Andaluz
- 1992: Ave Fénix
- 1994: Fantasía
- 1995: Desde el fondo de mi alma
- 1996: Digan lo que digan
- 1996: Punto... y seguido
- 2001: Jekyll & Hyde
- 2001: Maldito Raphael
- 2003: De vuelta
- 2004: Vuelve por navidad
- 2006: Cerca de ti
- 2006: Así canta nuestra tierra en navidad
- 2009: ¡Viva Raphael!
- 2010: Te llevo en el corazón
- 2011: Tinc un pensament per tu
- 2012: El reencuentro
- 2013: Mi gran noche'
- 2014: De amor & desamor
- 2015: Sinphónico
- 2015: Ven a mi casa esta navidad
- 2016: Infinitos bailes
- 2017: Una vida de canciones
- 2018: RE Sinphónico
- 2019: Sinphónico & RE Sinphónico
- 2020: Raphael 6.0
- 2021: Raphael 6.0 En Concierto
- 2022: Victoria
- 2023: "Victoria Tour Edition"
- 2024: Ayer...aún

## Giras musicales
- 2003- 2004: De vuelta Tour
- 2005: Raphael Para todos Tour
- 2006-2007: Cerca de ti
- 2007-2008: Más cerca de ti Tour
- 2009-2010: 50 años después Tour
- 2010-2011: Te llevo en el corazón Tour
- 2012: El reencuentro Tour
- 2013-2014: Mi Gran Noche Tour
- 2014-2015: Amor & Desamor Tour
- 2015-2017: Raphael Sinphónico World Tour
- 2017–2018: Loco por Cantar World Tour
- 2018-2020: Raphael resinphónico World Tour
- 2020-2022: Tour Raphael 6.0: 60 años sobre los escenarios.
- 2022-2022: Tour Raphael 6.0: P'alante.
- 2022-2024: Victoria Tour
- 2025-actualidad: RAPHAELISIMO